# Salaire minimum interprofessionnel de croissance
Het Salaire minimum interprofessionnel de croissance (SMIC) is het wettelijk vastgestelde minimumuurloon in Frankrijk. De hoogte hiervan is gerelateerd aan de koopkracht, maar kan daarbij door de regering nog extra verhoogd worden. Voor 2014 is het SMIC vastgesteld op € 9,53 per uur, wat overeenkomt met een maandelijks inkomen van € 1.445,38 bruto of € 1.113 netto. Op 1 juli 2008 ontvingen 3.370.000 werknemers dit loon, wat overeenkomt met 14,5% van alle Franse betaalde krachten.  

## Geschiedenis
Op 11 februari 1950 ziet in Frankrijk het minimumloon het licht onder de naam Salaire minimum interprofessionnel garanti (SMIG). Al in 1941 was er echter sprake van een minimumloon, het Salaire minimum vital. Deze notie gaat ervan uit dat er een minimuminkomen benodigd is om te kunnen leven, dat voor iedereen, ongeacht de beroepsgroep, hetzelfde is. Geografisch kan dit echter wel verschillen. Frankrijk werd in twintig zones verdeeld. Als uitgangspunt voor de hoogte van dit inkomen werd Parijs genomen, waar de kosten van het levensonderhoud het hoogste zijn, en in de andere gebieden werd een percentage hiervan vastgesteld. Bij het SMIG is het aantal geografische onderverdelingen van Frankrijk teruggebracht tot twee: het Île-de-France en de rest van Frankrijk. 
In 1970, onder premier Jacques Chaban-Delmas, volgde het Salaire minimum interprofessionnel de croissaince (SMIC) het SMIG op. De hoogte van de SMIG was gerelateerd aan de kosten voor het levensonderhoud, die minder snel stegen dan de salarissen, met name tijdens Les Trente Glorieuses, de drie decennia volgend op de Tweede Wereldoorlog waarin Frankrijk een sterke economische groei doormaakt. Om een evenredige koopkracht voor de inkomensminima te garanderen, is de hoogte van het SMIC gebaseerd op de koopkracht. Daarnaast is het voor de regering mogelijk om als politiek gebaar het SMIC extra te verhogen. Door dergelijke verhogingen in 1997 en 2005 heeft zich een belangrijke nivellering onder de laagste inkomens voorgedaan. Verdiende tussen 1987 en 1996 10% van de Franse werknemers het minimumloon, dit percentage is in 2005 opgelopen tot 16%.  